# Autofriedhof Båstnäs
Der Autofriedhof Båstnäs (schwedisch: Båstnäs bilkyrkogård, auch Ivanssons Bilskrot – Ivanssons Schrottplatz) ist ein aufgegebener Schrottplatz in Båstnäs in der schwedischen Gemeinde Årjäng. Mit dem Verfall wurde er zu einer Touristenattraktion.

## Geschichte
Als es nach dem Zweiten Weltkrieg schlecht um die norwegische Wirtschaft stand, führte Norwegen unter anderem hohe Einfuhrzölle auf Autos ein. Die Straßen an der norwegisch-schwedischen Grenze wurden streng kontrolliert. Autoteile jedoch blieben zollfrei, sodass norwegische Käufer ihr Auto zwar günstig in Schweden kaufen konnten, im Anschluss aber entweder mitgebrachte norwegische Kennzeichen montieren oder das Auto in drei Teile – Karosserie, Motor und Achsen – zerlegen und einzeln über die Grenze bringen mussten.
Die Brüder Rune und Thore Ivansson entwickelten daraufhin die Geschäftsidee, zerlegte Automobile an norwegische Kunden zu verkaufen. 1956 gründeten sie eine Autowerkstatt neben ihrem Elternhaus in Båstnäs, den sie unter Nutzung der umliegenden Felder bald zu einem Schrottplatz umfunktionierten. Das Geschäft lief gut, zu Bestzeiten beherbergte der Ort bis zu 2.000 Fahrzeuge. Neben der Demontage von nach Norwegen zu überführenden Fahrzeugen florierte auch der Handel mit Autoteilen, die Kunden sich aus alten Fahrzeugen ausbauen konnten.
Nach dem Erdölfund in der Nordsee im Jahr 1969 erholte sich die norwegische Wirtschaft. Als sich Ende der 1970er Jahre die Zollbestimmungen änderten, ging das Geschäft der Ivansson-Brüder zurück. Während Rune auf dem Schrottplatz blieb, verdiente Thore durch den Transport von Holz etwas Geld dazu, doch in den 1980er Jahren verloren die Brüder ihre Schrottplatz-Lizenz. Aufräumarbeiten fanden kaum statt, sodass etwa 800 Fahrzeuge auf dem Gelände verblieben.

## Nutzung als Museum
Während der Ort zunächst noch Oldtimer-Liebhabern als Fundgrube für Ersatzteile diente, entwickelte er sich in den Folgejahren immer mehr zu einer Touristenattraktion und zog immer mehr Besucher an, darunter besonders Lost-Place-Fotografen oder auch Ornithologen, da die Autowracks teilweise von Vögeln als Nistplätze genutzt werden.
Der Ort wird heute vom Töcksfors Car Club (TCC), der Ivansson-Familie und der Gemeinde Årjäng erhalten. Das Areal kann kostenlos besichtigt werden (um eine Spende wird gebeten) und wurde um einen Parkplatz, einen Rastplatz mit Tischen und Bänken und eine Komposttoilette erweitert.

## Bilder

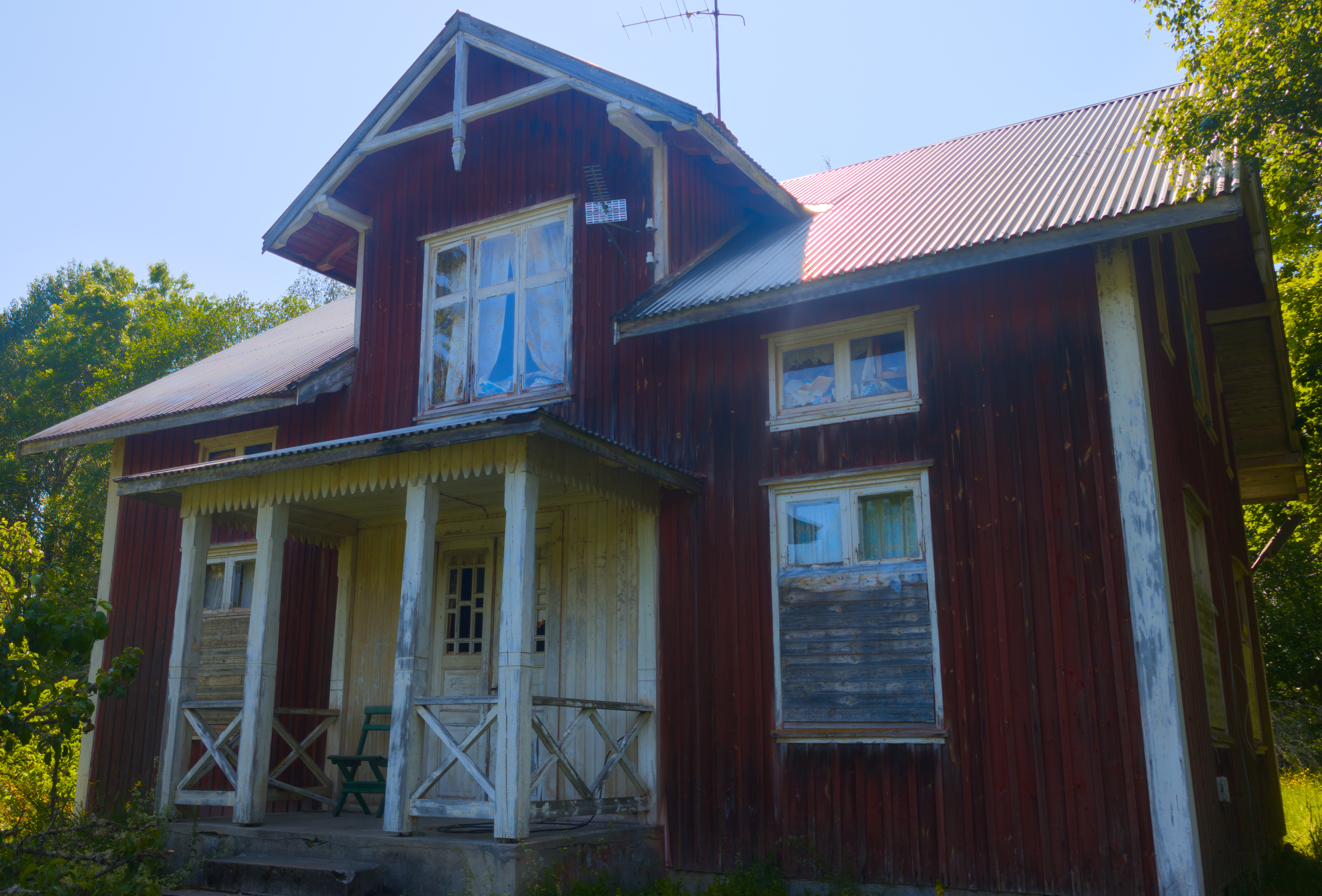
Haus der Ivanssons
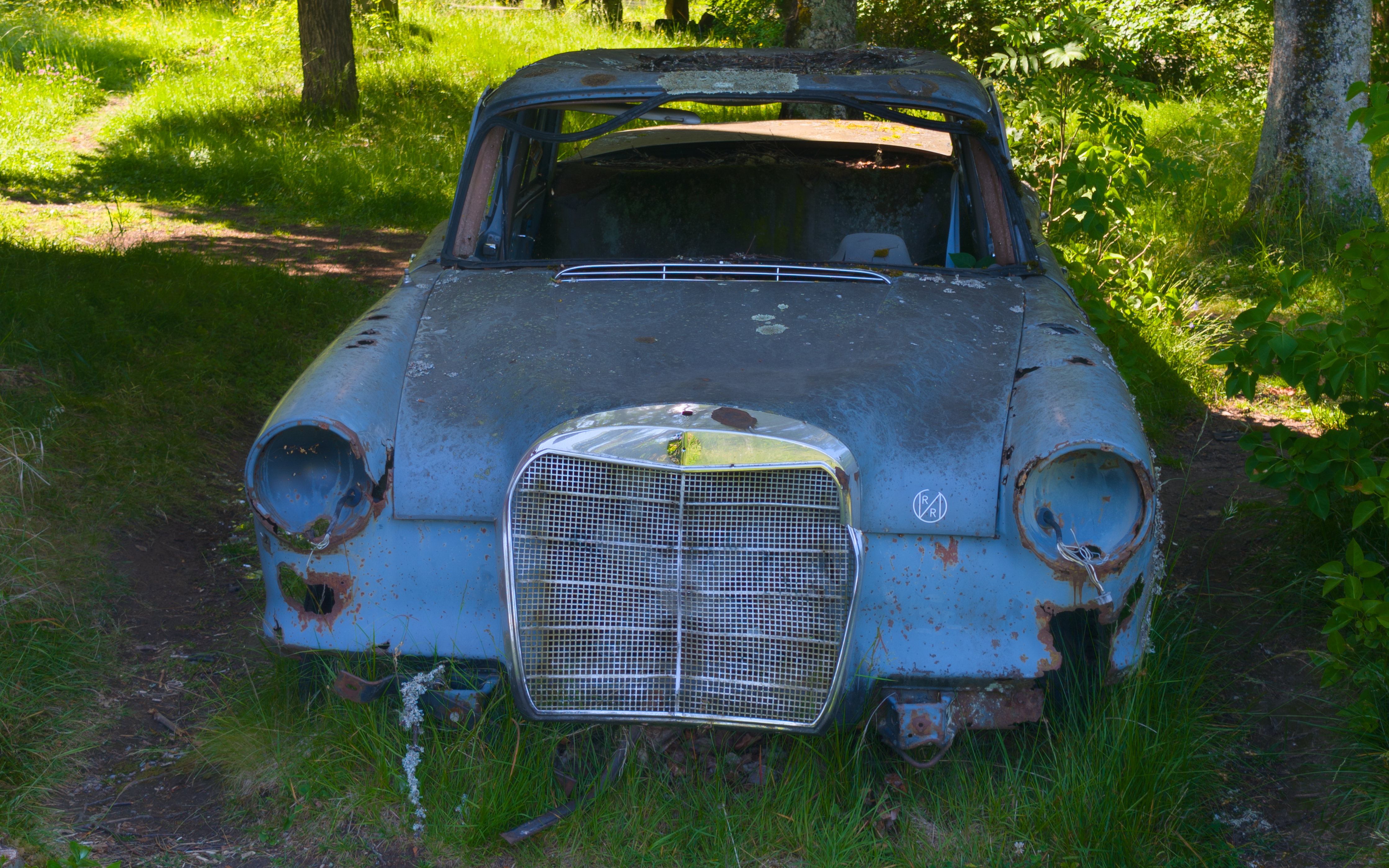
Mercedes-Benz W110 „Heckflosse“
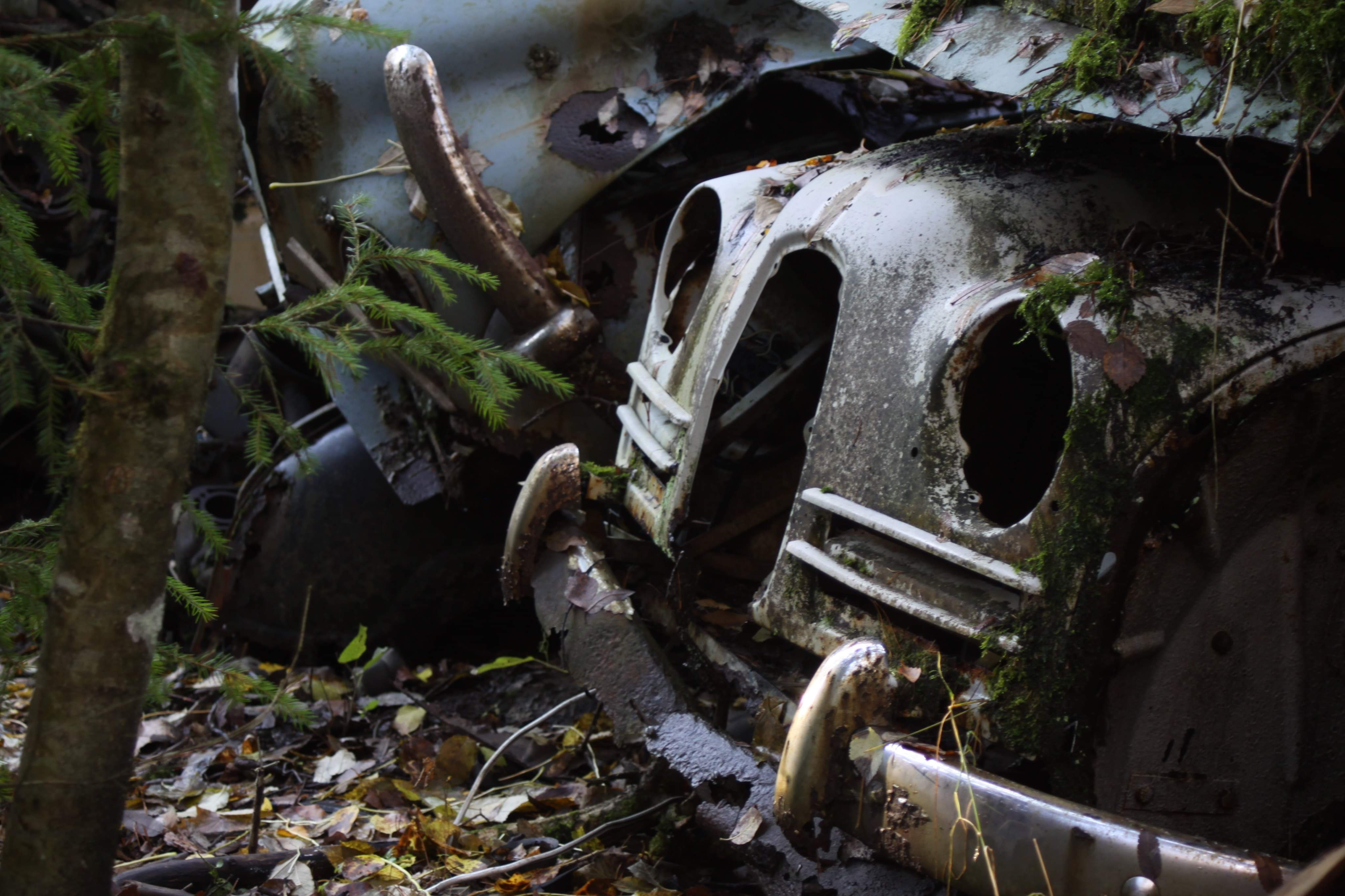
Saab 92
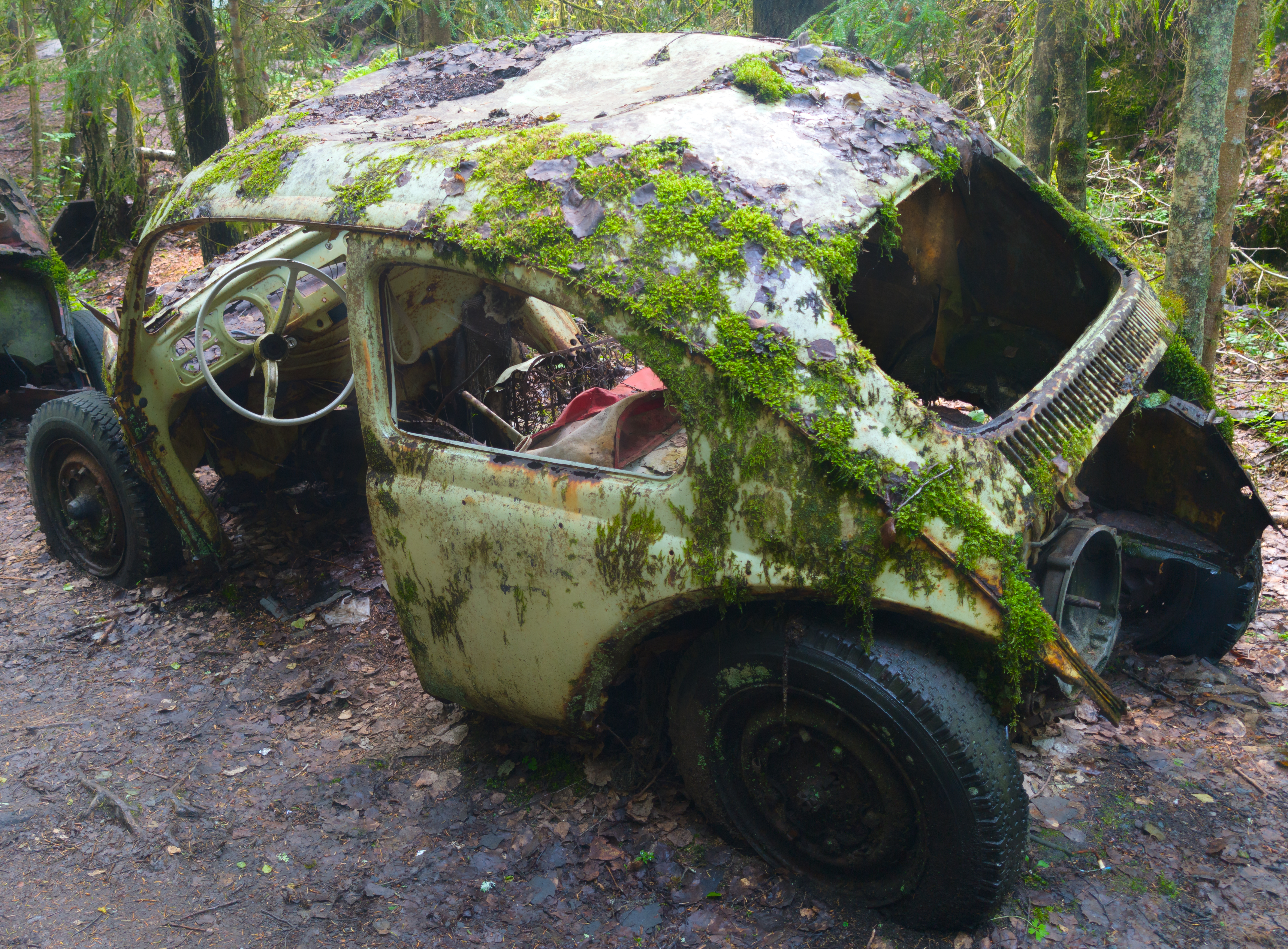
Volkswagen Käfer
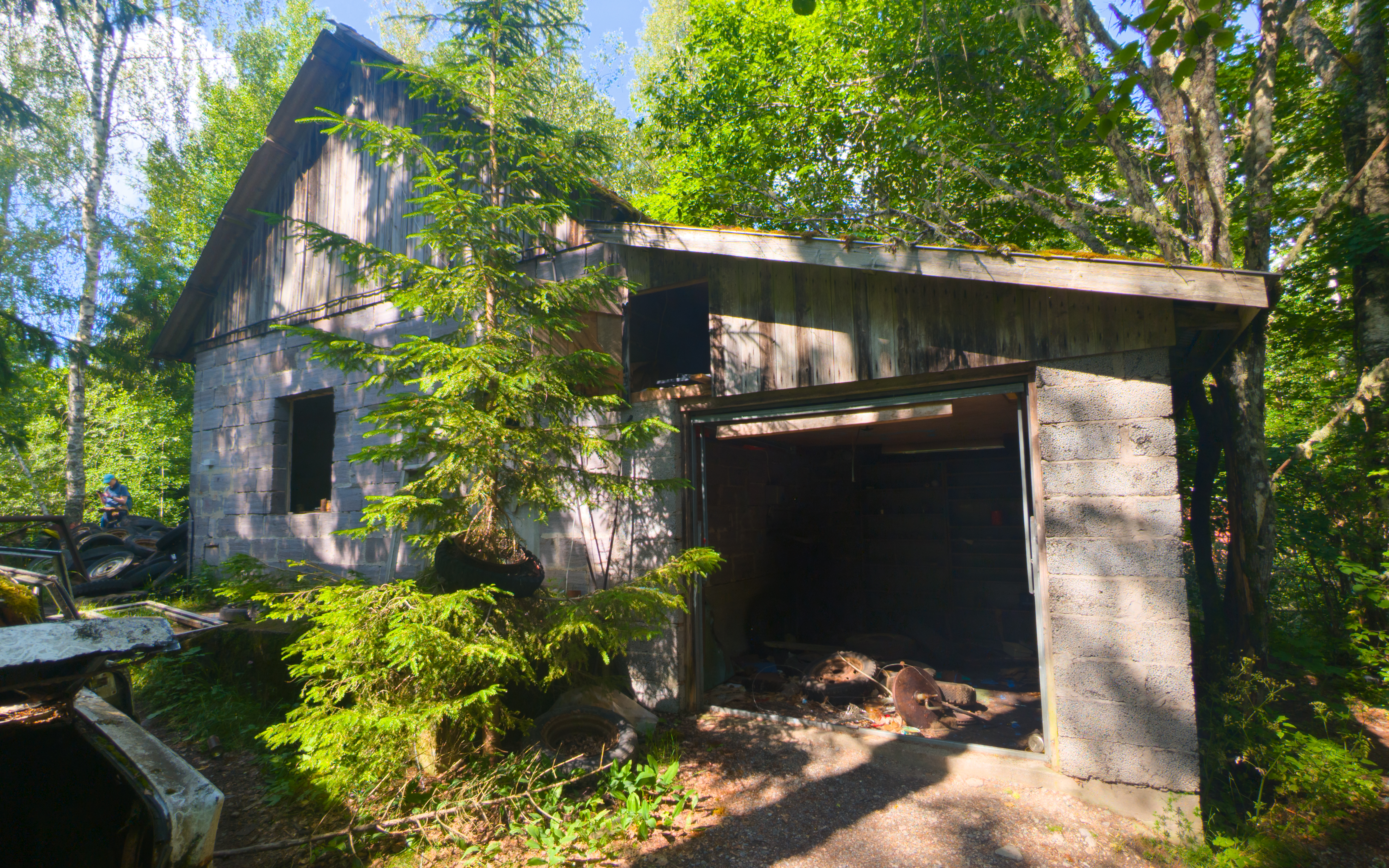
Werkstattgebäude